# Bittacus taraiensis
Bittacus taraiensis är en näbbsländeart som beskrevs av Norman D. Penny 1969. 
Bittacus taraiensis ingår i släktet Bittacus och familjen styltsländor. Inga underarter finns listade i Catalogue of Life.